# Robert Rey (saut à ski)
Pour les articles homonymes, voir Rey et Robert Rey.
Robert Rey, né le 25 mars 1939, est un sauteur à ski français. 

## Biographie
Robert Rey est le frère cadet de Régis Rey, lui aussi sauteur à ski.
Il a concouru pour le club des Contamines-Montjoie à la fin des années 1950 et au début des années 1960, et a fait partie de l'équipe de France de saut à ski de 1959 à 1962.

## Palmarès

### Jeux olympiques d'hiver
| Épreuve / Édition | Squaw Valley 1960 |
| Individuel        | 38e               |